# Saturday Journal
Saturday Journal(サタデー　ジャーナル）は、エフエム京都(α-STATION)で2007年4月から2009年3月まで、毎週土曜日の7:00〜9:00に放送されていた情報番組である。

## DJ
- 2007年4月〜2009年3月　福岡千幸

## 放送時間
- 2007年4月〜2009年3月　土曜7:00〜9:00

## 番組内容
- 「It's 7 in the morning Saturday Journal」のジングルで番組開始。
- アコースティックテイストのある70〜90年代の心地よい楽曲の流れの中にニュース、経済、トレンド、カルチャーなど大人のための情報をDJが伝える。α-MORNING KYOTOやMOVING FILEといったワイド番組と同様、BGMの間にDJがトピックスを伝えるという構成であった。